# NGC 3926A
NGC 3926A is een elliptisch sterrenstelsel in het sterrenbeeld Leeuw. Het hemelobject werd op 26 april 1785 ontdekt door de Duits-Britse astronoom William Herschel.

## Synoniemen
- NGC 3926-1
- ZWG 127.76
- UGC 6829
- VV 218
- MCG 4-28-73
- NPM1G +22.0349
- KCPG 305A
- PGC 37079